# Löparö, Norrtälje kommun
Löparö är en ö i Stockholms norra skärgård i Norrtälje kommun, cirka 55 km norr om Stockholm, 20 km söder om Norrtälje och nära Vettershaga. Ön har spår av bofast befolkning sedan 1600-talet.
Den är förbunden med den mindre ön Arnö med en gångbro och har (2020) 14 bofasta invånare och många sommarbostäder.
Det finns viss näringsverksamhet på ön, bland annat lantbruk och marina, men de flesta förvärvsarbetande pendlar till arbete annanstans.
En våtmark anlades 2017/2018.
Det har funnits planer på att anlägga en skärgårdsby på Löparö, men dessa avslogs i mars 2020 av kommunstyrelsens samhällsbyggnadsutskott.

## Kommunikationer
Löparö saknar permanent fastlandsförbindelse och de planer på broförbindelse som har föreslagits har av kommunen bedömts vara orealistiska.
Ingen av Löparös bryggor har kollektivtrafik. Löparö hade en ångbåtsbrygga, men den har rasat och är riven. En enklare brygga för passbåt och en lastramp har anlagts vid den tidigare ångbåtsbryggans plats.
Det finns två replipunkter: en vid Urö brygga och en vid Vettershaga bro. Närmaste kollektivtrafik är buss till 1,2 km från Vettershaga bro eller 2 km från Urö brygga. Fortsatt resa från endera bryggan sker med egen eller chartrad båt. Planer finns att bygga lämpliga bryggor med rätt till angöring, men detta förutsätter avtal med markägarna. 2007 var många av öborna beroende av privata arrangemang.
Bokbåten angör Löparö vår och höst.